# Thamnornis chloropetoides
Il kritika (Thamnornis chloropetoides (Grandidier, 1867)) è un uccello passeriforme della famiglia Bernieridae, nell'ambito della quale rappresenta l'unica specie ascritta al genere Thamnornis Milne-Edwards & Grandidier, 1882.

## Etimologia
Il nome scientifico del genere, Thamnornis, deriva dall'unione delle parole greche θαμνος (thamnos, "cespuglio") ed ορνις (ornis, "uccello"), col significato di "uccello dei cespugli", in relazione allo stile di vita di questi uccelli; l'epiteto specifico chloropetoides deriva dall'aggiunta del suffisso di origine greca -oides ("simile a") a Chloropeta.

## Descrizione

### Dimensioni
Misura 15 cm di lunghezza.

### Aspetto
Si tratta di uccelli dall'aspetto robusto, muniti di grossa testa allungata, becco forte, lungo e conico dall'estremità superiore lievemente uncinata, ali arrotondate, zampe forti e allungate e coda lunga quasi quanto il corpo e dall'estremità arrotondata: nel complesso, questi uccelli ricordano delle allodole.
Il piumaggio è piuttosto sobrio e dominato dalle tonalità del bruno dorsalmente (fronte, guance, nuca, dorso e coda, mentre le penne delle ali sono più scure e presentano orli giallo-olivastri) e del grigio-biancastro ventralmente (sopracciglio, gola e petto, mentre il ventre è beige), con presenza di una sottile mascherina facciale bruna.
Il becco è di colore grigio-rosato con tendenza a scurirsi sulla punta e sugli orli: le zampe sono di color carnicino, mentre gli occhi sono di colore bruno scuro.

## Biologia
Si tratta di uccelli diurni che vivono perliopiù in coppie o in gruppetti familiari, passando la maggior parte della giornata alla ricerca di cibo fra i cespugli o al suolo, tenendosi nel mentre in contatto mediante lunghe serie di veloci versi cinguettanti (dalla cui onomatopea deriva il loro nome comune in malgascio).

### Alimentazione
Il kritika è essenzialmente insettivoro: la sua dieta è infatti composta in massima parte da insetti e dalle loro larve.

### Riproduzione
Si tratta di uccelli monogami, la cui stagione riproduttiva cade in novembre-dicembre.
Il nido, a forma di coppa, viene edificato con foglie secche e pezzetti di corteccia attaccati al ramo verticale di un cespuglio con ragnatela: al suo interno la femmina depone 2-4 uova, che vengono covate per circa due settimane.

I pulli schiudono ciechi ed implumi: imbeccati e accuditi da ambedue i genitori, a circa tre settimane dalla schiusa essi sono in grado d'involarsi, ma continuano a rimanere coi genitori per un'altra ventina di giorni (seguendoli nei loro spostamenti e chiedendo loro l'imbeccata di tanto in tanto) prima di allontanarsene definitivamente e rendersi pienamente indipendenti.

## Distribuzione e habitat
Il kritika è endemico del Madagascar, del quale popola la porzione sud-occidentale a sud di Morondava e ad ovest di Fort Dauphin.
L'habitat di questi uccelli è rappresentato dalla boscaglia arida a prevalenza di cespugli spinosi e dalle aree marginali della foresta decidua secca, fino a 800 m di quota.